# Receptáculo

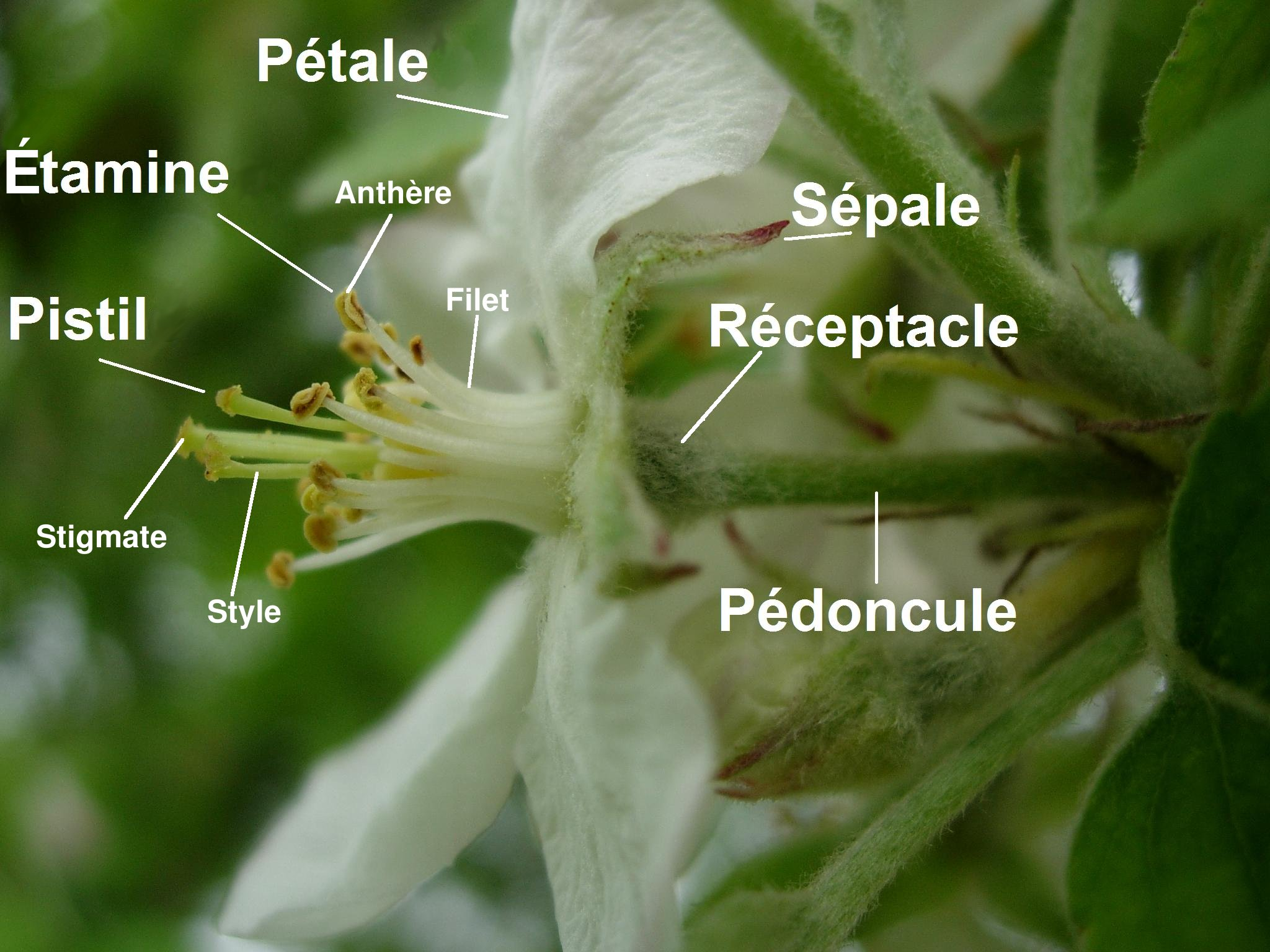
Flor de macieira.

Representação esquemática das principais estruturas de uma flor perigínica: 1. receptáculo (ou nalguns casos hipanto); 2. cálice (sépalas); 3. corola (pétalas); 4. estames; 5. pistilo. O ovário corresponde à porção dilatada da base do pistilo.

Receptáculo é designação dada em botânica e ficologia aos tecidos vegetativos que constituem a porção final das hastes reprodutivas e que estão situadas imediatamente abaixo ou envolvem os órgãos reprodutivos. No caso das plantas com flor, também se designa por receptáculo floral ou eixo floral, sendo a estrutura onde se fixam os verticilos da flor.

## Angiospermas
Nas angiospermas (as plantas com flor), o receptáculo ou torus (um termo mais antigo é tálamo, vocábulo que deu origem ao nome Thalamiflorae) é a parte espessada do caule (o pedicelo) onde os órgãos florais estão fixados. Corresponde à extremidade dilatada do pedúnculo onde se inserem as folhas florais ou as flores ou seus componentes (verticilos), como cálice, corola, e partes feminina (gineceu) e masculina (androceu).
Numa flor completa, o receptáculo floral recebe a inserção das peças florais em quatro verticilos sobrepostos: o cálice (sépalas), a corola (pétalas ), o androceu (estames) e o pistilo ou gineceu (formado por um ou mais carpelos). É a continuação direta do caule, sendo que a base da flor é um eixo caulinar comprimido cujo meristema apical deu origem ao desenvolvimento das peças florais.
Em alguns frutos acessórios, como os pomos e os morangos, o receptáculo dá origem à parte comestível do fruto. O fruto das espécies do género Rubus, as amoras-silvestres, é na realidade um fruto agregado constituído por um cacho de drupas no topo de um receptáculo cónico. Quando uma framboesa é colhida, o receptáculo separa-se do fruto, mas nas amoras-silvestres, a estrutura permanece presa ao fruto.

### Formas de receptáculo
As três formas básicas do receptáculo são:
- Receptáculo talamifloro — convexo, mais ou menos abobadado ou cónico, forma um tálamo característico das plantas do antigo agrupamento taxonómico Thalamiflorae,[5] sendo comum nas plantas dicotiledôneas que têm um duplo invólucro floral, de pétalas distintas inseridas no receptáculo;
- Receptáculo discifloro — plano, com presença de um espessamento, muitas vezes nectarífero, em forma de disco, no interior da corola (com glândulas extrastaminais ou glândulas intrastaminais, que podem assumir a forma de almofada, coluna ou urna), uma adaptação à entomofilia. Não há demarcação clara entre este tipo de receptáculo e o receptáculo talamifloro.[6] A presença deste tipo de receptáculo esteva na origem da agora obsolete ordem Disciflorae;
- Receptáculo calicifloro (ou conceptáculo) — côncavo, mais ou menos em forma de taça, ou cálice, é também designado por concetáculo.[7] A presença deste tipo de receptáculo deu origem à agora obsoleta ordem Calyciflorae.

Formas de receptáculo
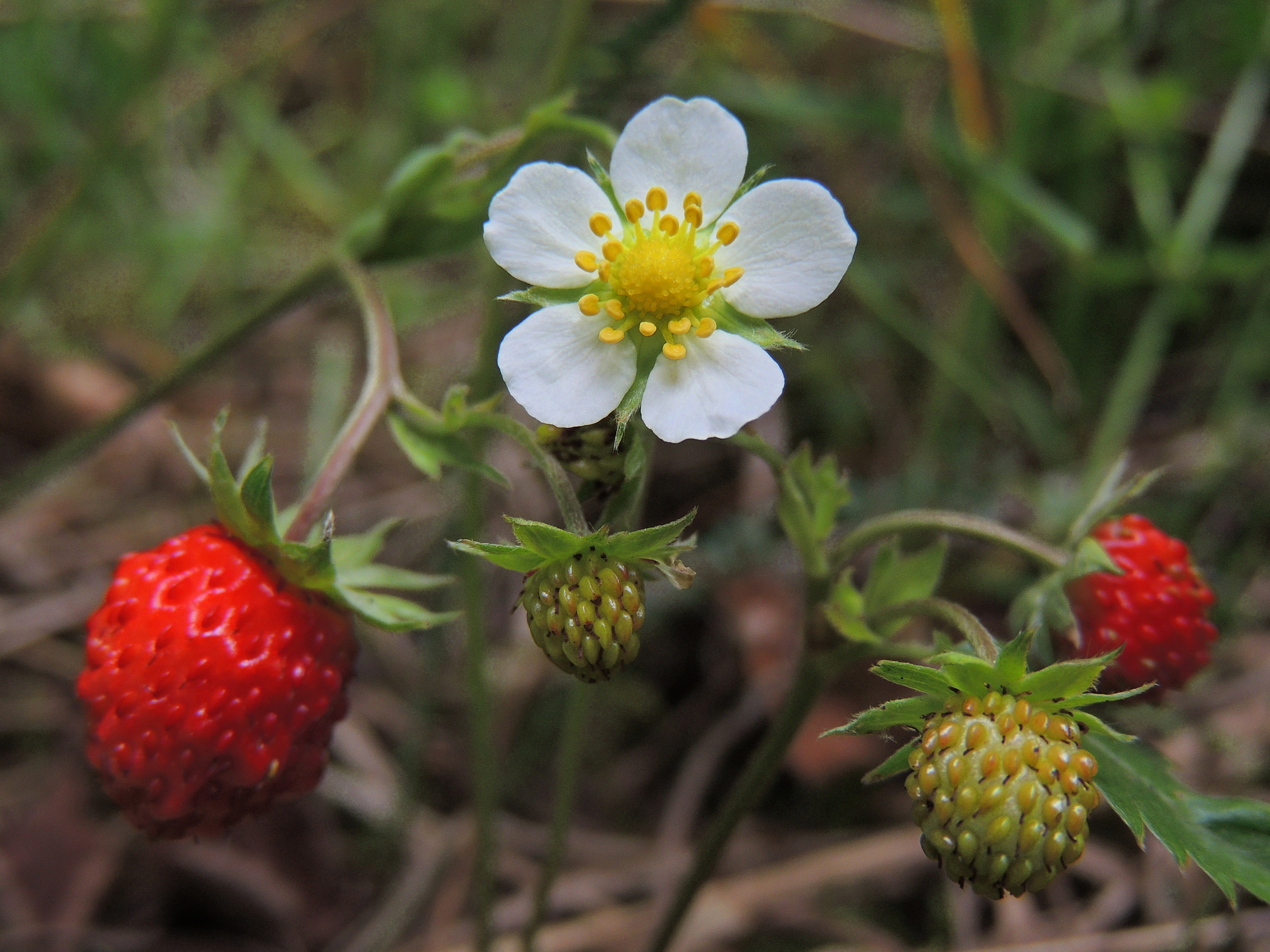
Receptáculo talamifloro, abobadado, de uma flor de Fragaria (que se tornará num morango por agrupamento dos aquénios).
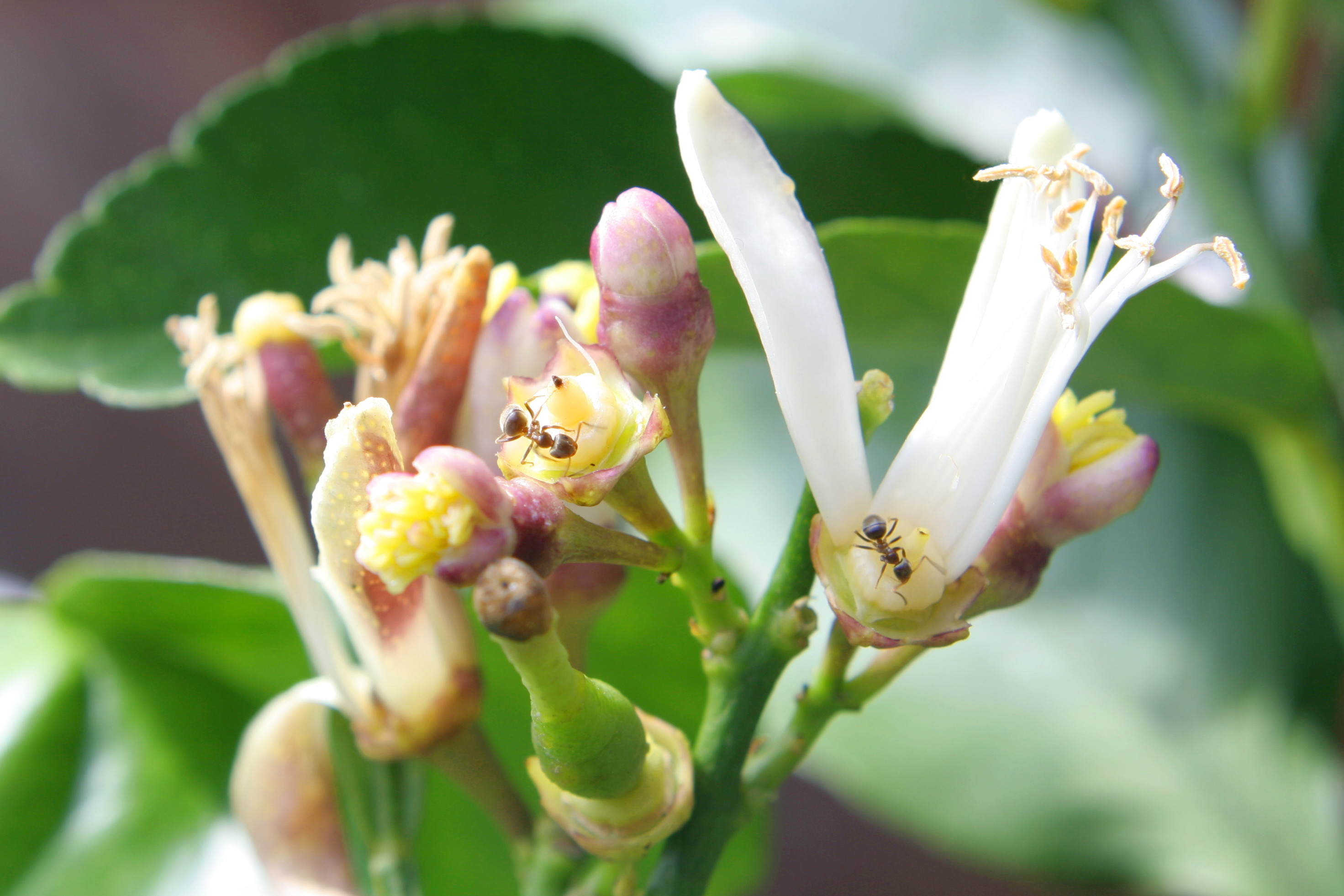
Receptáculo discifloro (ou discífero) de flor de Citrus, plano mostrando o espessamento nectarífero.
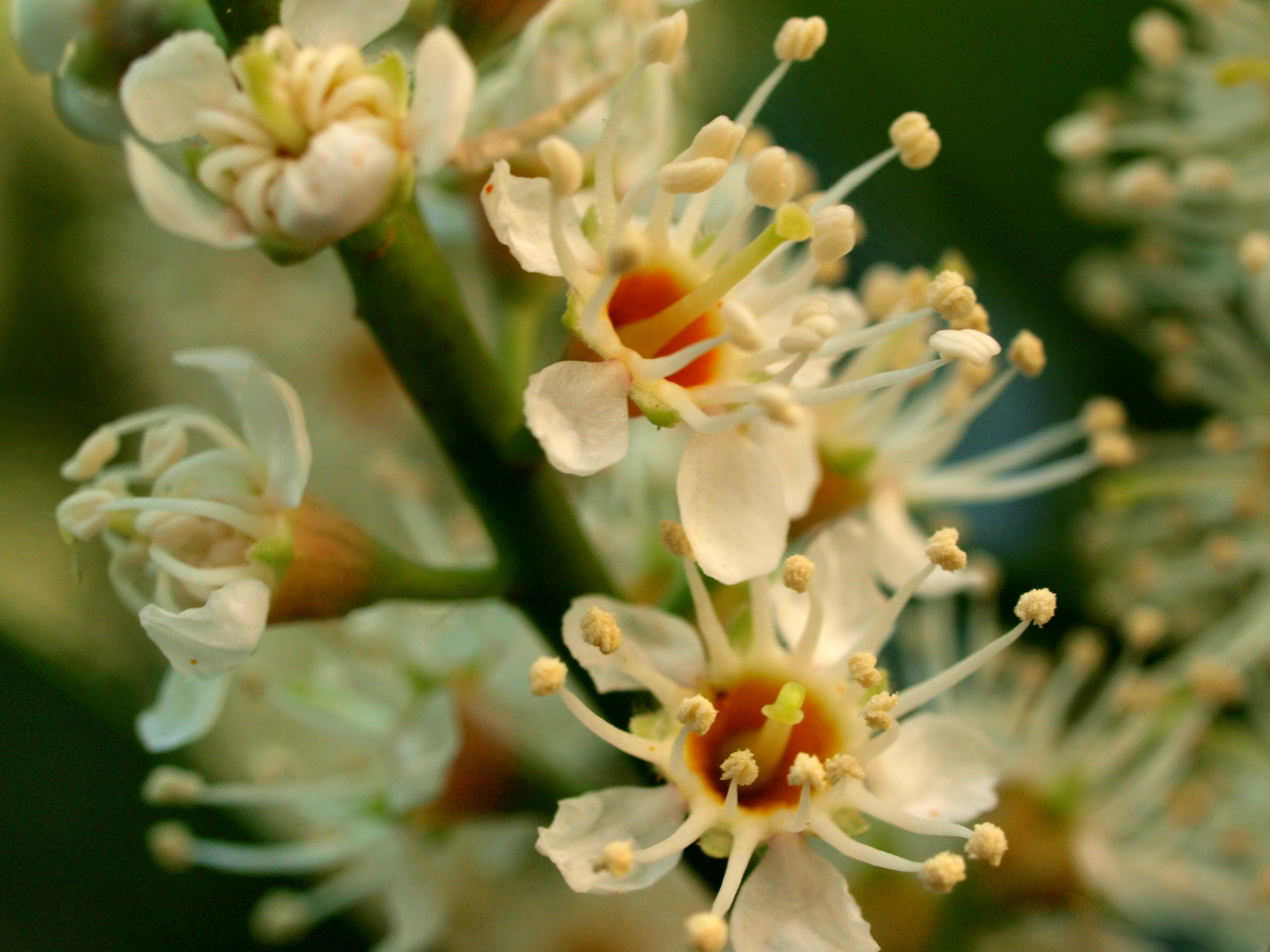
Receptáculo calicifloro de Prunus laurocerasus , em forma de copo.
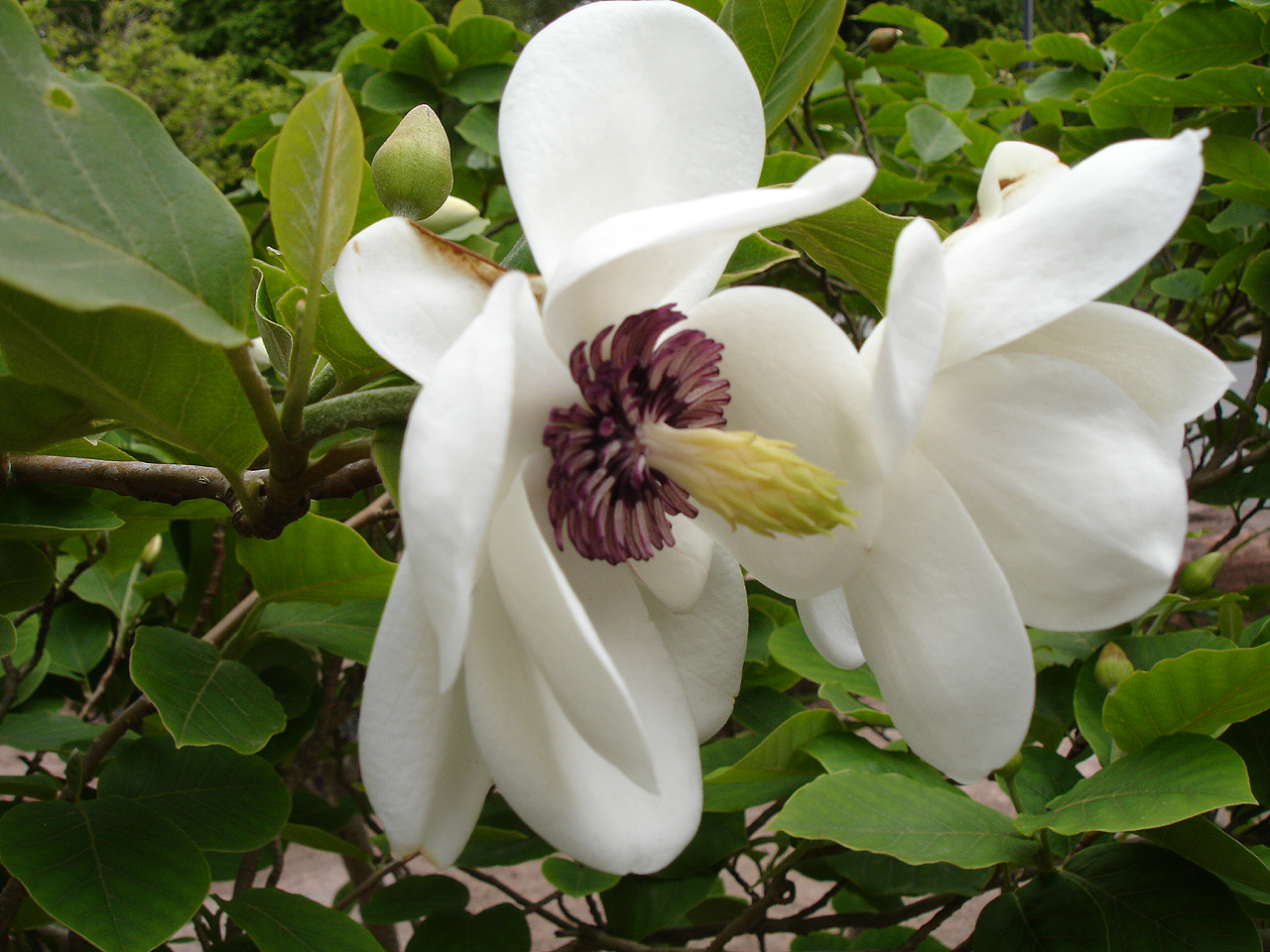
Eixo da flor de uma magnólia com um arranjo helicoidal formando um cone de estames e carpelos (semelhante à flor ancestral das angiopérmicas).
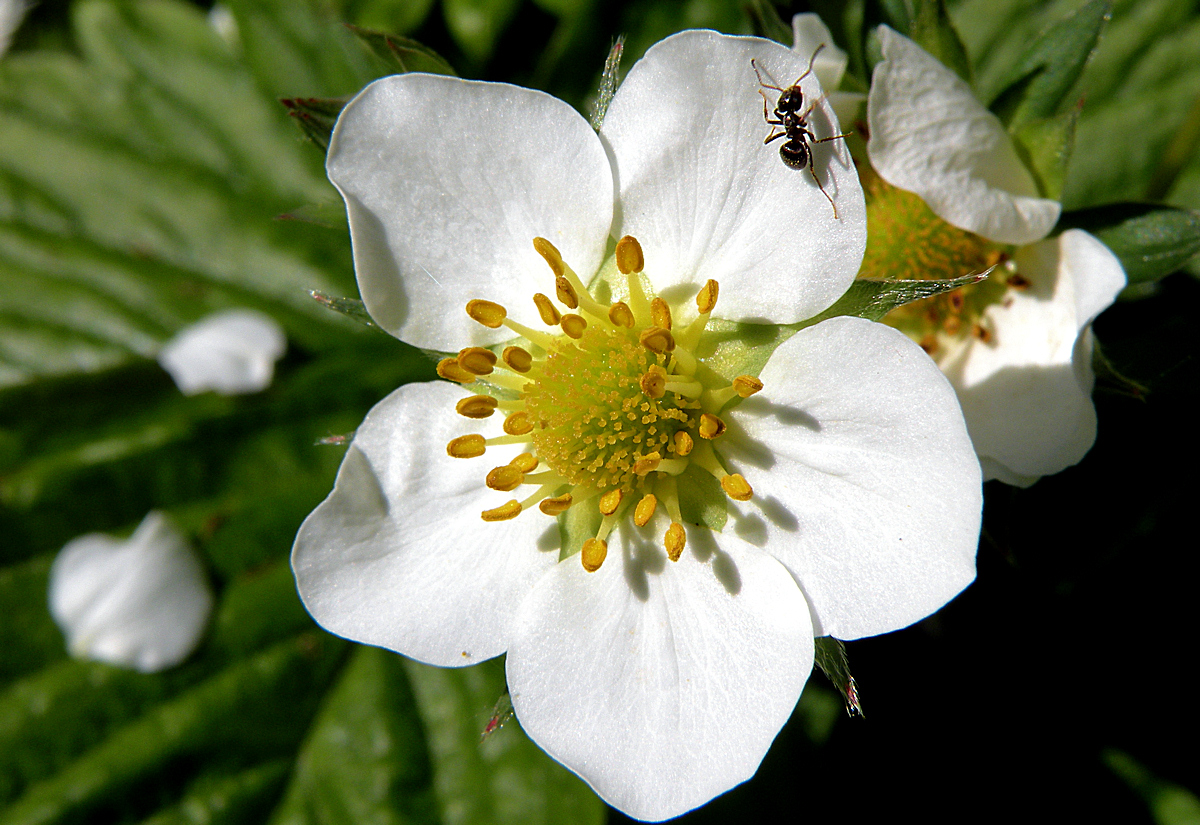
Flor de morango com numerosos pistilos na base.
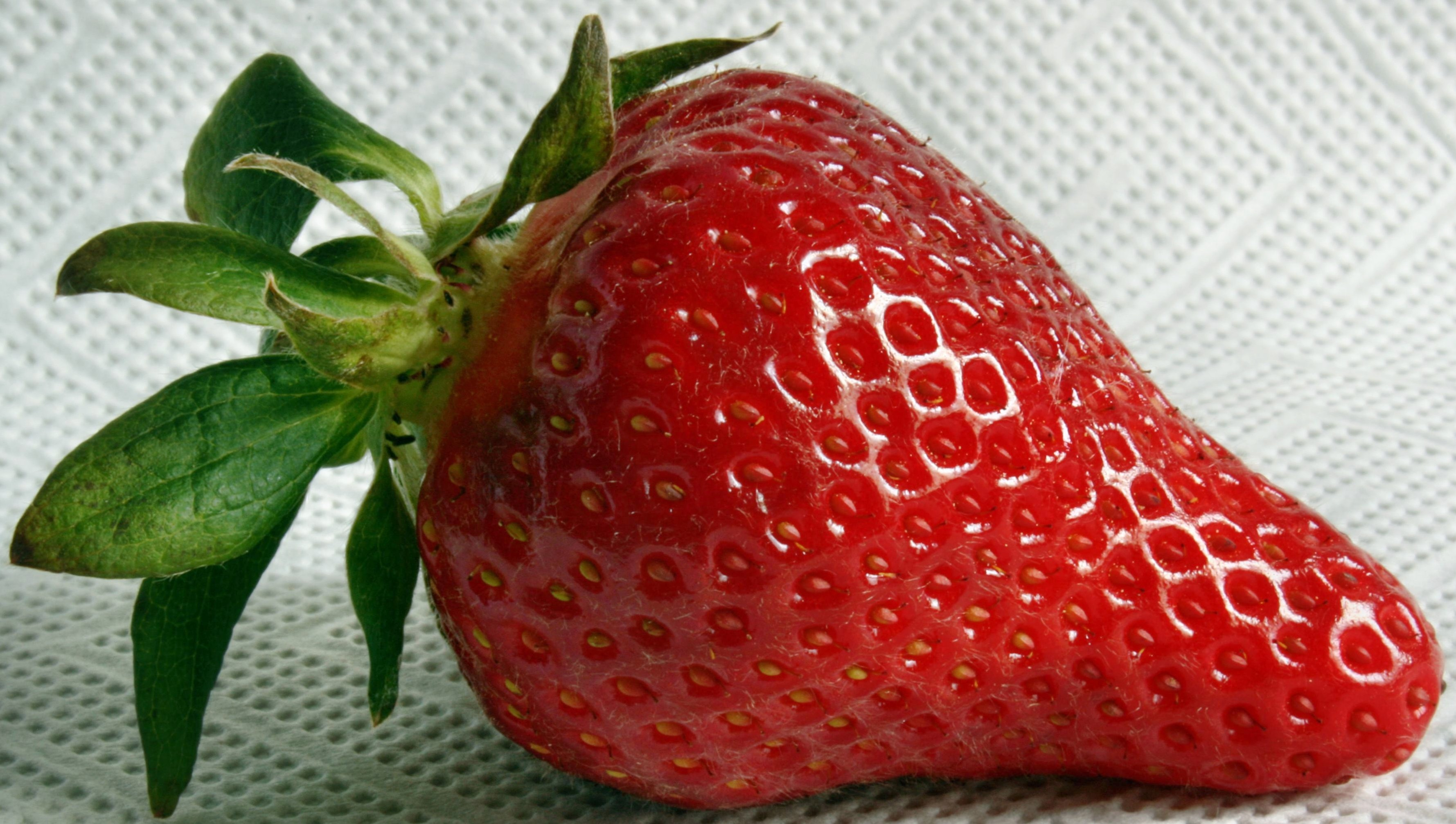
O morango emerge principalmente da base da flor, sendo um fruto agregado e também um pseudofruto.

Formas diferenciadas de receptáculo
Nalguns casos o receptáculo assume uma morfologia específica, geralmente com valor taxonómico, que resultou no aparecimento de uma terminologia específica para designar essas formas:
- Carpóforo — em algumas famílias ocorre a formação de um carpóforo (latim: carpophorum), um prolongamento do eixo ou do receptáculo de algumas flores, no ápice do qual se inserem os carpelos e depois os frutos.
- Conceptáculo — nas Rosaceae e em alguns géneros de outras famílias, o receptáculo, em forma de concha, rodeia a base da flor, sendo designado por conceptáculo.
- Pericarpelo — no caso das Cactaceae existe geralmente um pericarpelo, uma região do receptáculo floral, compondo a parte inferior da flor, que se prolonga entre o ovário e o perianto.[8]
- Pseudofruto — em certas famílias, especialmente as que contêm plantas aquáticas, o receptáculo é muito alargado e persiste após a maturação do fruto, originando uma estrutura alargada que se assemelha a um fruto. No caso de Nelumbo nucifera é comestível.

Formas de receptáculo
Ginóforo
Androginóforo
Antóforo
Andróforo
Lateralmente livre ou inferior e abaixo do hipanto

- Receptáculo floral do tipo falso fruto) de uma flor de lótus Nelumbo nucifera.
- Tálamo de Nelumbo nucifera.
- Conceptáculo do género Rosa.

Os entrenós do eixo floral são frequentemente comprimidos para formar uma base na qual os órgãos florais se inserem. Essa base pode ser abaulado, em forma de disco, plana, em forma de cauda, em forma de jarro (por exemplo, nas rosas) ou cónico (por exemplo, morangos). Pode ser maciço ou oco.
O eixo floral também pode assumir a forma de um entrenó elevando o ovário, podendo, consoante a posição relativa dos outros verticilos, ser ginóforo, androginóforo ou florífero (antóforo). Um ovário estipitado não é o mesmo coisa que um ginóforo, pois neste caso uma parte basal estreitada do ovário forma um pedúnculo.
Uma forma especial é a presença de uma formação colunar na base da flor que suporta na sua extremidade o estame, sendo por isso designada po andróforo. Nas flores que apresentam estipo de receptáculo, os estames ficam no topo e as sépalas e pétalas na parte inferior do hipanto. Outra forma diferenciada é a presença de um estaminóforo, como ocorre no género Eucalyptus e na generalidade da família Myrtaceae, onde uma faixa de tecido do receptáculo atua como suporte do estame.

Formas de receptáculo
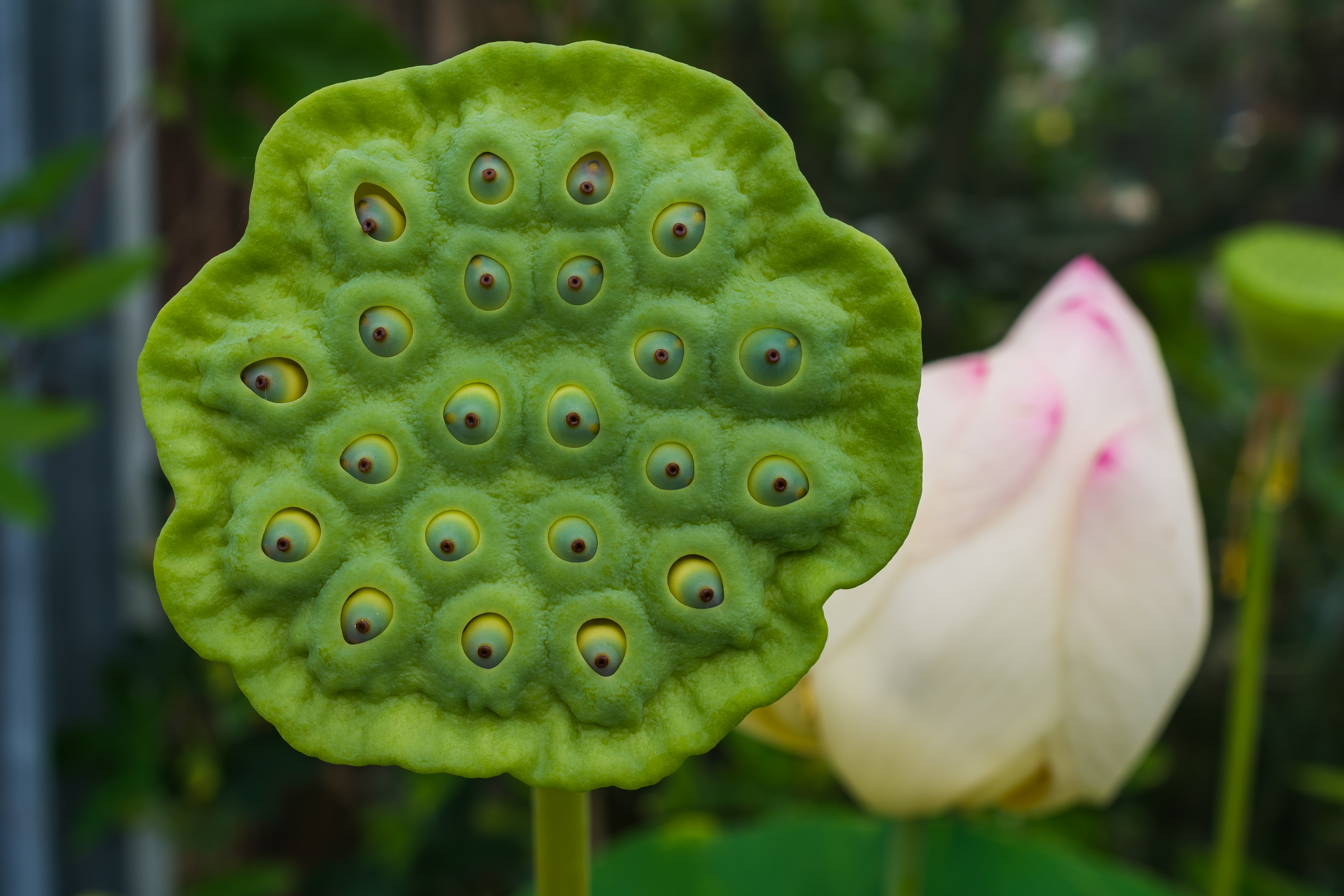
Receptáculo floral do tipo falso fruto) de uma flor de lótus Nelumbo nucifera.
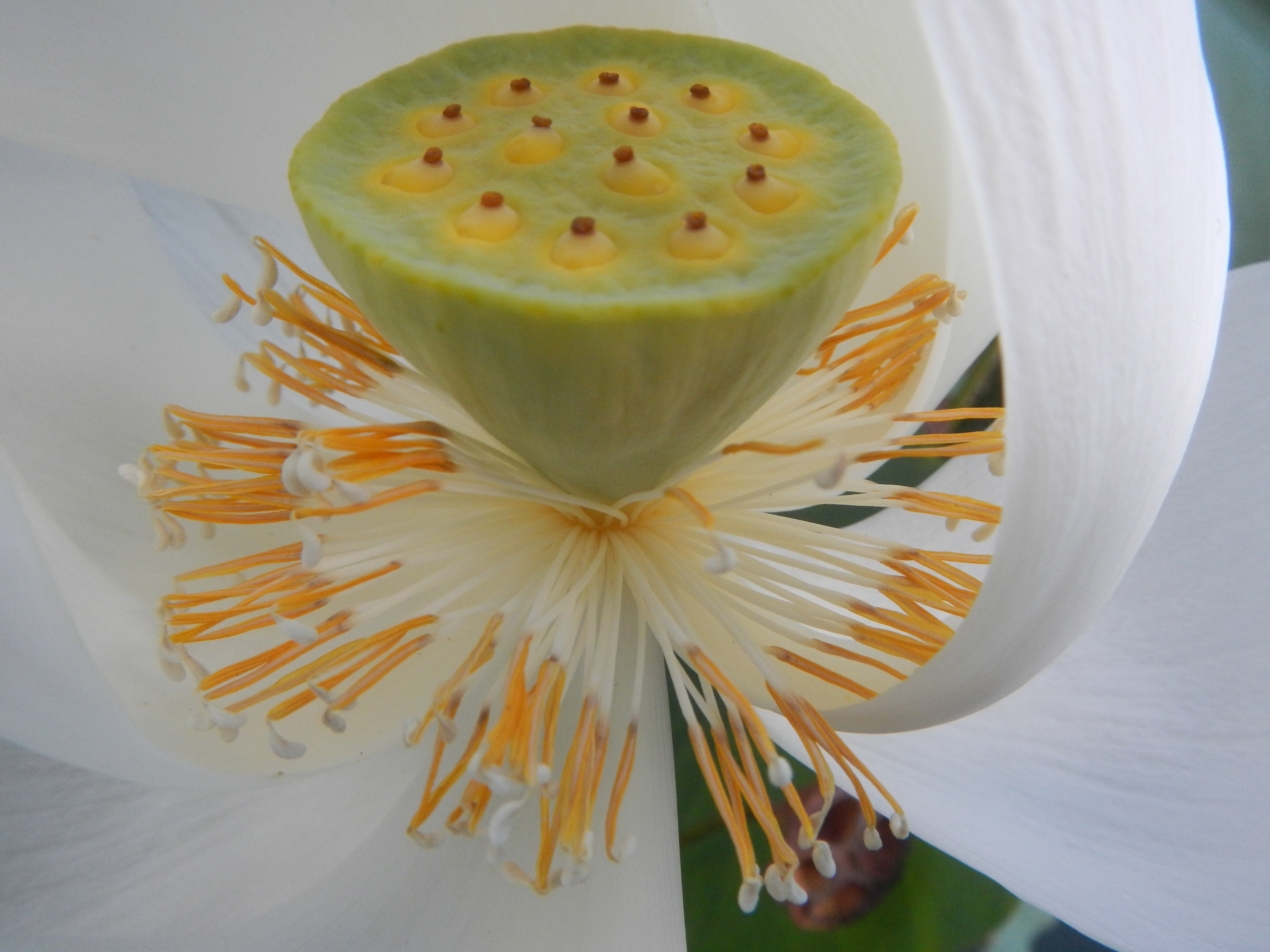
Tálamo de Nelumbo nucifera.
Conceptáculo do género Rosa.

- Ginóforo
- Androginóforo
- Antóforo
- Andróforo
- Lateralmente livre ou inferior e abaixo do hipanto

Diferença entre ovário ginofórico e pedunculado (carpóforo e pistilo pedunculado).

### Posição relativa do ovário em relação ao receptáculo

Angiospérmicas
Posição do receptáculo (cinza) em relação ao ovário (vermelho) em três tipos de flores: hipóginas (I), períginas (II) e epíginas (III)

Consoante a posição do ovário em relação ao receptáculo, o ovário é designado por:
- Ovário súpero — se os outros verticilos florais se inserirem no receptáculo abaixo da base do ovário; a correspondente flor é designada por flor hipógina ou flor hipogínica;
- Ovário semi-ínfero — se os demais

```
verticilos florais se inserirem no receptáculo em posição intermediária em relação ao ovário; a correspondente flor é designada por 
flor perígina
 ou 
flor perigínica
;
```

- Ovário ínfero — se os outros verticilos florais se inserirem no receptáculo acima do ovário;  a correspondente flor é designada por flor epígina ou flor epigínica.

### Inflorescências
O termo é frequentemente aplicado à porção alargada de uma inflorescência em capítulo na qual as flores individuais estão inseridas. Neste caso, o receptáculo é um receptáculo pluriáxico e é normalmente chamado de receptáculo comum.
Na família das compostas (Compositae ou Asteraceae), as pequenas flores individuais são dispostas sobre uma estrutura arredondada ou em forma de cúpula, também designada por hipanto. Neste caso, como na generalidade das inflorescência em capítulo, as flores geralmente sésseis, estão reunidas num receptáculo comum, geralmente rodeadas por um invólucro de brácteas.
Em muitos casos estas inflorescências assemelham-se de tal forma a uma flor que recebem a designação de pseudantos (latim: Pseudanthium), ou seja de pseudo-flores. Os pseudantos são comuns na família Asteraceae, nas quais as flores no centro do disco do pseudanto são reduzidas e parecem o centro de uma flor normal, enquanto as flores na periferia têm uma grande pétala, dando ao conjunto a aparência de uma única flor (um exemplo é o girassol). A base da flor, o receptáculo da inflorescência, é designada por clinanto ou clinântio (latim: clinanthium; também phoranthium) As flores individuais, que juntas formar a inflorescência, em tempos designada por calácio (latim: calathium) ou antódio (latim: anthodium).
No caso do género Ficus, o receptáculo forma uma base oca, carnuda, quase completamente fechada, contendo as flores, designado por hipantódio, que dá origem ao sicónio na maturação. Quando a base é mais ou menos plana e com bordos ligeiramente recurvos para cima, o receptáculo designa-se por cenântio (latim: coenanthium),  como é o caso nas flores do género Dorstenia.

## Algas e briófitos

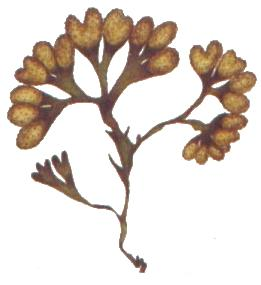
Receptáculos nas extremidades de talos de Fucus.

### Algas
Em ficologia, ocorrem receptáculos no ápice das ramificações dos talos de algas, especialmente no grupo das algas castanhas ou Heterokontophyta da ordem Fucales. Estes receptáculos são estruturas especializadas que contêm órgãos reprodutivos designados por conceptáculos. Nestas algas, os receptáculos também funcionam como estruturas que capturam nutrientes.
O conceptáculo algal é uma cavidade especializada instalada no talo de certas algas marinhas, de águas salobras ou de água doce, que abriga as células reprodutivas. Os conceptáculos das algas são criptas pilíferas férteis (agrupadas numa porção do talo denominada receptáculo) que se abrem para o meio externo através de um pequeno orifício denominado ostíolo.
Conceptáculos estão presentes nas Corallinaceae e nas Hildenbrandiales, bem com em algumas algas castanhas da ordem das Fucales. Nas Fucales não há fase haploide no ciclo reprodutivo e, portanto, não há alternância de gerações.. As plantas diploides produzem órgãos masculinos (anterídios) e femininos (oogónios) por meiose. Os gâmetas são lançados na coluna de água. A fusão de dois gametas planctónicos forma um zigoto cuja divisão assimétrica gera uma pequena célula que se desenvolve num rizoide fixando-se ao substrato, e uma grande célula produzindo o talo.
Dois agrupamentos taxonómicos, as Corallinales  e as Hildenbrandiaceae, atuais conceptáculos, morfologicamente similares, mas que não são homólogos. Estruturas morfologicamente bastante semelhantes, e por vezes designadas por receptáculos, ocorrem em algumas algas, mas que na realidade são criptas pilíferas estéreis. Estas estruturas são cavidades distribuídas por todo o talo e que se assemelham a conceptáculos, mas que diferem por conterem apenas pelos e não serem férteis. Essas criptas contribuem para a resistência das algas à dessecação durante o período em que fiquem expostas ao ar durante a maré, limitando a perda de água ligada à transpiração.

### Briófitos
Designam-se por receptáculos certas formações urceoladas onde se alojam gemas (propágulos) em hepáticas talosas. Estas estruturas ficam localizadas na superfície dorsal do gametófito.
A formação de gemas (propágulos vegetativos) num receptáculo propagulífero é particularmente comum na classe Hepaticopsida (hepáticas talosas).